# 寺野 (清須市)
寺野（てらの）は、愛知県清須市の地名。

## 地理

### 交通
- 愛知県道190号名古屋一宮線
- 東海道本線
- 東海道新幹線
- JR東海交通事業城北線

### 施設
- 美鈴公園
- キリンビール名古屋工場
- 花園公園
- 八剱社

## 歴史

### 地名の由来
『尾張国地名考』によると、清洲城下の寺町であったことによるという。

### 沿革
- 鎌倉時代 - 熱田神宮社領地として、尾張国春日井郡に寺野村の地名が記録に残る[1]。熱田神宮社領地としていつまで存続したかは未詳[1]。
- 江戸時代 - 尾張国春日井郡寺野村として所在[1]。尾張藩清洲代官所支配[1]。
- 1876年（明治9年） - 一部が清洲村に編入され、鍋屋分・寺野分を編入[1]。
- 1880年（明治13年） - 春日井郡の東西分割により、西春日井郡寺野村となる[1]。
- 1889年（明治22年） - 西春日井郡寺野村大字寺野となる[1]。
- 1906年（明治39年） - 西春日井郡新川町大字寺野となる[1]。
- 2005年（平成17年）7月7日 - 西春日井郡新川町寺野が合併に伴い、清須市寺野となる[WEB 6]。また、大字および字が住所から削除され、寺野元町　（てらのもとまち）・寺野郷前（てらのごうまえ）・寺野花園（てらのはなぞの）・寺野中園（てらのなかぞの）・寺野花笠（てらのはながさ）・寺野美鈴（てらのみすず）・寺野池端（てらのいけばた）にそれぞれ変更[WEB 7]。

### 人口の変遷
国勢調査による人口および世帯数の推移。
| 2005年（平成17年） | 456世帯 1299人 |  |
| 2010年（平成22年） | 498世帯 1414人 |  |
| 2015年（平成27年） | 544世帯 1452人 |  |
| 2020年（令和2年）  | 591世帯 1420人 |  |

### WEB
1. 1 2  総務省統計局 (2022年2月10日). “令和2年国勢調査の調査結果(e-Stat) - 男女別人口，外国人人口及び世帯数－町丁・字等” (CSV). 2023年8月2日閲覧。
2. ↑  “愛知県清須市の町丁・字一覧”.   人口統計ラボ. 2025年8月14日閲覧。
3. ↑  “読み仮名データの促音・拗音を小書きで表記するもの(zip形式) 愛知県” (zip).   日本郵便 (2024年2月29日). 2024年3月26日閲覧。
4. ↑  “市外局番の一覧” (PDF).   総務省 (2022年3月1日). 2022年3月22日閲覧。
5. ↑  “ナンバープレートについて”.   一般社団法人愛知県自動車会議所. 2024年1月21日閲覧。
6. ↑  “愛知県清須市の郵便番号一覧”.   日本郵便. 2025年8月14日閲覧。
7. ↑  清須市役所市民環境部市民課 (2014年2月1日). “清須市の住所表示 新川町の場合”.   清須市. 2025年8月18日閲覧。
8. ↑  総務省統計局 (2014年6月27日). “平成17年国勢調査の調査結果(e-Stat) - 男女別人口及び世帯数 －町丁・字等” (CSV). 2021年7月21日閲覧。
9. ↑  総務省統計局 (2012年1月20日). “平成22年国勢調査の調査結果(e-Stat) - 男女別人口及び世帯数 －町丁・字等” (CSV). 2021年7月21日閲覧。
10. ↑  総務省統計局 (2017年1月27日). “平成27年国勢調査の調査結果(e-Stat) - 男女別人口及び世帯数 －町丁・字等” (CSV). 2021年7月21日閲覧。

### 書籍
1. 1 2 3 4 5 6 7 8 9  「角川日本地名大辞典」編纂委員会 1989, p. 859.